# Victoriano Juaristi
Victoriano Juaristi Sagarzazu (San Sebastián, 6 de marzo de 1880-Pamplona, 4 de mayo de 1949) fue un prestigioso médico español, además de un polifacético personaje que destacó en otros numerosos campos (escultura, esmaltado, escritor, pintor, músico, etc.). Fundó una clínica y fue miembro de las Reales Academias de Medicina y Bellas Artes, de la Comisión de Monumentos de Navarra y consejero foral.

## Médico
Victoriano Juaristi nació en 1880 en la Parte Vieja de San Sebastián (calle del Puyuelo n.º 29), hijo de un fontanero de Azcoitia (José María Joaristi Aspiazu, que fue hojalatero lampista, linternero de la época), y de una hondarribitarra, Bernarda Sagarzazu. 
Becado por el Ayuntamiento de San Sebastián marchó a estudiar la carrera de Medicina a la Universidad de Valladolid donde se licenció con Premio Extraordinario. Completó sus estudios en Berck (Francia) y otros lugares de Europa donde practicó la ortopedia. Posteriormente ejerció la medicina en la zona de Fuenterrabía e Irún (Guipúzcoa). A través de una oposición obtuvo la cátedra de Patología quirúrgica en la Facultad de Medicina de Madrid. 
En 1921 se trasladó a Pamplona, donde se establecería hasta el final de su vida y donde fundó y dirigió la Clínica Operatoria San Miguel.
Fue el autor del "Manual Español de Cirugía" y de numerosos artículos en publicaciones médicas. En 1921 también fue nombrado miembro de la Real Academia Nacional de Medicina. Durante la guerra civil española trabajó en el Hospital Militar de Pamplona como cirujano jefe de un equipo quirúrgico, atendiendo a los soldados del bando franquista que volvían heridos del frente. También fue presidente del Colegio Oficial de Médicos de Navarra durante 14 años.
En el plano personal estuvo casado con una madrileña, Adriana Acevedo, con la que tuvo tres hijos, Carlos, Víctor y Enrique y una hija, Mª Resurrección.
Existen varias calles en su honor en algunas localidades que estuvieron vinculadas con su vida. Existe así una calle Doctor Juaristi en Pamplona, así como una calle Victoriano Juaristi en Irún y otra denominada Bitoriano Juaristi en Fuenterrabía.

## Artista

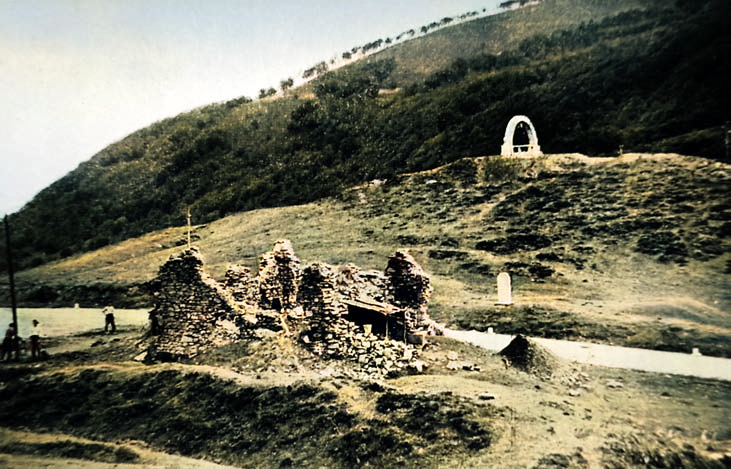
Ruinas de la antigua capilla de San Salvador de Ibañeta hacia 1934. A la derecha aún se observa el monumento a Roldán.

Juaristi, además de ser un prestigioso médico, fue también un personaje público y polifacético que destacó en otras numerosas facetas de la vida, especialmente en el campo artístico. Fue escultor, fue también pintor, esmaltista, músico y escritor, confiriéndole todo ello el carácter de hombre renacentista.
Destacó como un excelente escultor, actividad que practicaba como principal afición. Varias de sus esculturas se encuentran expuestas en lugares públicos de Navarra. Sus obras más conocidas datan de la mitad de la década de 1930.
El bajorrelieve que adorna el Monumento a Roldán situado en Roncesvalles fue un su día motivo de una importante polémica, ya que el nacionalismo vasco de la época criticó duramente la instalación de una obra que honraba a un "invasor extranjero". 
En 1934 se instaló también su otra obra más famosa y tampoco exenta de polémicas, el monumento a César Borgia, un sepulcro monumental que se exhibe en el zaguán del ayuntamiento de Viana, localidad navarra donde murió y fue enterrado el príncipe italiano. Juaristi perteneció a un movimiento de personas que pretendían rehabilitar la memoria de César Borgia, dándole un sepulcro digno y para ello esculpió ese monumento. 
Fue un estudioso del arte del esmaltado, sobre el que escribió dos tratados:
- El santuario de San Miguel de Excelsis (Navarra) y su retablo esmaltado, colaboración con el autor S.Huici. Madrid (1929)
- Esmaltes: con especial mención de los españoles. Editorial Labor, Barcelona (1933)

También escribió otro libro sobre las fuentes en España.
- Las fuentes de España. Espasa-Calpe (1944).

Como escritor fue autor de decenas de novelas, artículos y libros de temas muy diversos. Además de publicaciones médicas, escribió principalmente artículos sobre historia y arte. Fue miembro de la "Comisión de Monumentos Históricos y Artísticos de Navarra", junto con Arturo Campión, Jaime Altadill y José Zalba, entre otros. 
Fue Consejero Foral de Navarra.
Fue también pintor aficionado y compuso 2 zarzuelas.
Por todas estas aportaciones variadas fue nombrado en 1930 miembro de la Real Academia de Bellas Artes de San Fernando.
Una curiosa cita de Juaristi sobre los vascos y el arte : 

Los vascos no hacen imágenes, ni las contemplan con emoción, porque no tienen imaginación, porque carecen de fantasía... El vasco de los siglos anteriores al s.XIX no ha dejado ni pinturas ni tallas, ni canciones originales auténticas. El vasco, aun el cultivado, tampoco se interesa por la imagen como espectáculo; casi es iconoclasta. En cuanto a la imagen literaria, no necesito decirle nada.
Victoriano Juaristi

## Homenajes y reconocimientos
- En 2019, el Colegio de Médicos de Navarra y la Peña Pregón realizaron varios actos de homenaje en noviembre de este año recordando su perfil polifacético[2] incluyendo un dosier publicado posteriormente en marzo de 2020.[3]

|                                                                                 |
| Victoriano Juaristi con otros miembros de la Comisión de Monumentos de Navarra. |

|                                                                                 |
| Imagen de una de las obras (esmalte) expuestos con ocasión del homenaje de 2019 |